# Ca la Gepa (Prat de Comte)
Ca la Gepa és un edifici del municipi de Prat de Comte (Terra Alta) que forma part de l'Inventari del Patrimoni Arquitectònic de Catalunya.

## Descripció
És un edifici de tres plantes i golfes d'origen medieval rehabilitat a la renaixença. La façana principal és simètrica i modulada. La porta d'accés d'arc rebaixat, es troba centrada al mig de la façana. La primera i la segona planta tenen balconades a les obertures. L'arrebossat de la façana simula un carreuat regular de pedra. La façana posterior no segueix cap criteri ni ordre, gairebé no queden definides les diferents plantes i reflecteix l'origen medieval de l'edifici.
L'interior de la planta soterrani, més baixa a la part posterior, té estructura a base de voltes i arcs mentre que la resta de plantes tenen forjats amb biguetes de fusta. L'edifici està en procés de rehabilitació per a ser utilitzat com a casa de colònies. Les gàrgoles modernistes de la façana principal són figures zoomòrfiques de xapa metàl·lica.